# ایوان موری
ایوان موری (انگلیسی: Yvonne Murray؛ زادهٔ ۴ اکتبر ۱۹۶۴) دونده دو استقامت، و ورزشکار دو و میدانی اهل بریتانیا است.